# Antonie Nortje
Antonie Matthys Nortje (2 de febrero de 2002) es un deportista sudafricano que compite en atletismo, especialista en las carreras de velocidad. Ganó una medalla de plata en los Relevos Mundiales 2024, en la prueba de 4 × 400 m.

## Palmarés internacional
| Relevos Mundiales | Relevos Mundiales | Relevos Mundiales | Relevos Mundiales |
| Año               | Lugar             | Medalla           | Prueba            |
| ----------------- | ----------------- | ----------------- | ----------------- |
| 2024              | Nasáu (Bahamas)   | Medalla de plata  | 4 × 400 m         |